# 日高分屯地
座標: 北緯42度54分13秒 東経142度31分22秒 / 北緯42.90369640024526度 東経142.52280235290527度日高分屯地（ひだかぶんとんち、JGSDF Vice-Camp Hidaka）とは、北海道沙流郡日高町字千栄75に所在し、日高弾薬支処等が駐屯する陸上自衛隊島松駐屯地の分屯地である。日高分屯地司令は、日高弾薬支処長が兼務。

## 沿革
- 1955年（昭和30年）2月28日：厚別弾薬支処が編成完結。
- 1969年（昭和44年）2月：

1. 厚別弾薬支処が日高弾薬支処に称号変更。
2. 第403基地通信隊が駐屯開始[1]。

- 2023年（令和5年）9月18日：次年度より弾薬庫整備のための調査を実施することが報道[2]。

## 駐屯部隊

### 北部方面隊隷下部隊
- 北海道補給処
  - 日高弾薬支処
    - 総務科
      - 営繕班

    - 会計科
- 北部方面システム通信群
  - 第101基地システム通信大隊
    - 第313基地通信中隊
      - 日高派遣隊

## 最寄の幹線交通
- 一般道：国道237号、国道274号、北海道道847号三岩日高線
- 鉄道：JR北海道石勝線 占冠駅